# Othello (Tren Ligero de Seattle)
Othello es una estación de la línea Central Link del Tren Ligero de Seattle. La estación es administrada por Sound Transit. La estación se encuentra localizada en 700 Martin Luther King Jr Way South en Seattle, Washington. La estación de Othello fue inaugurada el 18 de julio de 2009.

## Descripción
La estación Othello cuenta con 2 plataformas laterales.

## Conexiones
La estación es servida por las siguientes conexiones: 
- King County Metro: 8, 36 y 50.